# Noyellette
Noyellette település Franciaországban, Pas-de-Calais megyében. Lakosainak száma 156 fő (2022. január 1.). Noyellette Habarcq, Lattre-Saint-Quentin és Wanquetin községekkel határos.

## Népesség
A település népességének változása:
| Lakosok száma | 179  | 175  | 174  | 173  | 169  | 165  | 161  | 159  | 156  |
|               | 2013 | 2015 | 2016 | 2017 | 2018 | 2019 | 2020 | 2021 | 2022 |